# Latty
Latty é uma vila localizada no estado norte-americano de Ohio, no Condado de Paulding.

## Demografia
Segundo o censo norte-americano de 2000, a sua população era de 200 habitantes. Em 2006, foi estimada uma população de 188, um decréscimo de 12 (-6.0%).

## Geografia
De acordo com o United States Census Bureau tem uma área de 0,7 km², dos quais 0,7 km² cobertos por terra e 0,0 km² cobertos por água. Latty localiza-se a aproximadamente 221 m acima do nível do mar.

## Localidades na vizinhança
O diagrama seguinte representa as localidades num raio de 12 km ao redor de Latty.